# ジェイコブ・リース＝モグ
ジェイコブ・ウィリアム・リース＝モグ（Jacob William Rees-Mogg、1969年5月24日 - ）は、イギリスの政治家。欧州研究グループ(ERG)議長、庶民院院内総務・枢密院議長、欧州連合離脱担当大臣、ビジネス・エネルギー・産業戦略大臣、保守党所属のノース・イースト・サマセット選挙区選出庶民院議員を歴任。強硬な伝統主義者、社会保守主義者として知られる。

## 概説
ロンドン・ハマースミス生まれ。イートン校を経て、オックスフォード大学トリニティ・カレッジで歴史学を学び、同大在学中はオックスフォード大学保守協会（Oxford University Conservative Association）の会長を務めた。2007年までロイド・ジョージ・マネジメントの社員としてシティや香港で勤務した後、ヘッジファンド運用会社サマセット・キャピタル・マネジメントLLPを共同設立。多額の財産を築き、2016年の推定純資産は、妻の予想相続額を含めて5500万£（2021年9月時点で約80億円）から1億5000万£に及ぶ（2021年9月時点で約80億円）。政治家への転身後は、1997年と2001年の総選挙での落選を経て、2010年にノース・イースト・サマーセットの議員に選出された。2015年と2017年に再選され、その度に得票率が上昇したが、2019年の総選挙では得票率が低迷した。保守党内では、伝統主義的かつ社会保守主義的な姿勢で知られるコーナーストーン・グループに参加した。 
デーヴィッド・キャメロン首相時代には、保守党内で最も反抗的な政治家の一人として庶民院院内総務に反抗し、国会討論での演説やフィリバスターで知られるようになった。 欧州懐疑派である彼は、保守党とイギリス独立党（UKIP）との間の選挙協定を提案し、2016年の欧州連合加盟に関する国民投票では離脱側に回って活動した。欧州懐疑主義の欧州研究会（European Research Group）にも参加し、2018年には議長に就任した。ソーシャル・メディア上の「Moggmentum」運動で支持を集め、保守党党首としてメイ首相の後継者候補に推薦されたものの、2019年の党首選ではボリス・ジョンソン支持に回った。ジョンソンは保守党党首に選出され、首相任命後に、リース＝モグを庶民院院内総務及び枢密院議長に任命した。 
英国政治界では物議を醸す人物であり、時代錯誤の上流階級風な物言いをしたり、意識的に伝統主義的な態度を見せることで人々を楽しませる、信念の政治家とも評価されている。 批判者からはしばしば反動的な人物と見なされ、集団デモの対象にもなっている。これらのことから、「18世紀の名誉会員」との愛称でも呼ばれる。

## 来歴

### 生い立ち
1969年5月24日、ロンドン・ハマースミス生まれ。父はジャーナリストで貴族のウィリアム・リース＝モグ。母のジリアン・シェイクスピア・モリスは、保守党の地方政治家のトーマス・リチャード・モリスの娘である。五人兄弟姉妹の第四子で次男であり、妹に政治家のアンヌンツィアータ・リース＝モグが居る。 
幼少期からカトリック教会でミサと日曜学校に参加した。プレップ・スクールのウェストミンスター・アンダー・スクールを経て、イートン校に入学。イートン校時代のレポートにはサッチャー主義者と書かれている。 
1981年オックスフォード大学トリニティ・カレッジに入学。歴史学を専攻し、1991年に次席優等学位を得て卒業した。大学在学中にはオックスフォード大学保守協会の会長を務め、オックスフォード・ユニオンにも参加した。 
10歳の時に遠い従兄弟から50£の小遣いをもらい、父親が彼に代わって、今はなきゼネラル・エレクトリック・カンパニーの株に投資した。この出来事を切掛として株式市場に興味を持つ。その後、ロンドンのコングロマリットであるLonrho社に投資し、最終的に340株を保有していたが、年次総会で会長のダンカン・サンズ卿に配当金の低さについて質問し、「不快感」（discomfort）を与えたという。1981年には、当時175株を保有していたGECの株主総会で、会長のネルソン卿に対し、提示された配当金が「哀れ」（pathetic）であると発言し、役員やマスコミの間で笑いを誘った。

### 職歴
大学卒業後は、ロスチャイルド投資銀行に入行し、ニルス・タウベの下で働く。その後、1993年に香港へと渡り、ロイド・ジョージ・マネジメントに入社した。3年後にロンドンに戻り、同社の新興市場ファンドの一部を担当することになった。2003年には、新たに設立されたロイド・ジョージ・エマージング・マーケット・ファンドを運用していた。 2007年、多くの同僚とともに会社を去り、ヘッジファンド・マネージャーのクリスピン・オディの支援を受けて、ファンド運用会社サマセット・キャピタル・マネジメントを設立した。国会議員選出時に同社の最高経営責任者（CEO）を退任したが、パートナーとしての収入は引き続き得ている。 
サマセット・キャピタルは、タックス・ヘイヴンのケイマン諸島とシンガポールの子会社を通じて運営されている。リーズ・モグは、オフショアリングのタックス・ヘイヴンを擁護しており、妻の相続予定額と合わせて1億ポンドを超えるとされる莫大な財産を持つ彼は、庶民の生活や関心事を理解できないとの批判を受けている。 
2018年、サマセット・キャピタルはダブリンに投資ファンドを開設した。新規事業の目論見書では、ブレグジットが「かなりの不確実性」をもたらす可能性があるとして、リスクに挙げられていた。リーズ＝モグは投資判断を行わないパートナーとしてこの動きを擁護し、「このファンドの設立は、ブレグジットとは全く関係ない」（The decision to launch the fund was whatsoever to do with Brexit）と述べた。2019年3月にChannel 4のインタビューを受けた際には、国民投票以降の期間に700万ポンドの利益を得られる可能性があるというChannel 4の指摘について回答を避け、投資はBrexit以前に行われたと述べた。アイリッシュ・タイムズは、ファンドがブレグジットの危険性を警告していたことに同意する一方で、 アイルランド海がまだEUへのアクセスを持っていたことから、彼の行動がアイルランド海の両側で「笑い」を誘ったと指摘した。 2019年7月、庶民院院内総務就任を受けて、リーズ＝モグはサマセット・キャピタル・マネジメントでのパートタイムの役割を辞任した。 

### 議員候補時代
政界に足を踏み入れたのは当時27歳の1997年の総選挙の時であった。リース＝モグはスコットランドで長年労働党議員を出してきたセントラル・ファイフ（Central Fife）選挙区の保守党候補者に選ばれた。当時の報道では、乳母と一緒にベントレーで選挙区を回ったことを揶揄された。リース＝モグは後に使用車両はベントレーではなくメルセデス・ベンツであったと述べている。知名度が2％にも満たないリーズ・モグはこれまでの保守党候補者よりも圧倒的に低い9％の票数しか得られなかった。ただし、この年の保守党はスコットランドの全議席を失う1906年以来の大敗北を喫していた。 
1999年、リース＝モグの「時代錯誤に上流階級風な」（anachronistically posh）訛りが、選出可能性を下げていると噂されていた際、リース＝モグはデイリー・テレグラフの寄稿者に擁護され、寄稿者の一人は「現在の、アメリカ化された、行動、話し方、服装をあえて避けようとする人に向けられた、あからさまな形の脅迫が存在する」（an overt form of intimidation exists, directed against anyone who dares to eschew the current, Americanised, mode of behaviour, speech and dress）と主張した。 リース＝モグ自身も1999年5月23日のサンデー・タイムズ紙で「訛りについて騒ぎすぎるのはむしろ哀れなことだ」（it is rather pathetic to fuss about accents too much）と述べているが、その後「ジョン・プレスコットの訛りは確かに彼を愚か者としてステレオタイプ化している」（John Prescott's accent certainly stereotypes him as an oaf）と発言し、この発言については後に後悔して謝罪したと述べている。彼は後に「自分が何を話していようと、口を開いた途端に自分に好意的な有権者の数が減ってしまうことに、だんだんと気づいていった」と述べている。 
2001年総選挙では、シュロップシャー州ワーキンの保守党候補となったが、現職の労働党議員ピーター・ブラッドリーに敗れた。

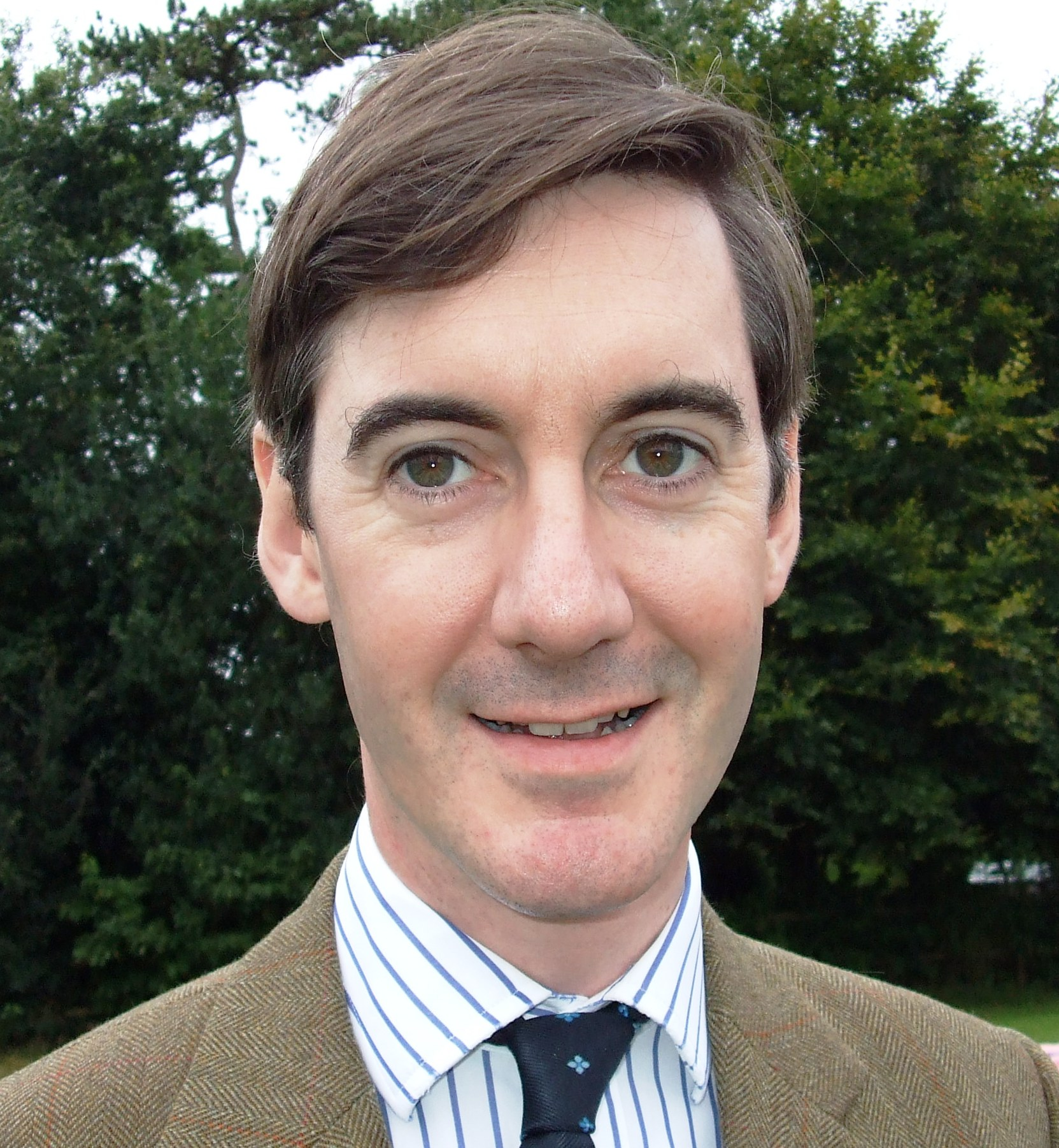
2007年のリース＝モグ

2006年、デーヴィッド・キャメロンが党の候補者リストに占める人種的マイノリティの割合を増す試みを批判し、「知的能力の高い人たちを苦しめることになる」「この国の95％は白人だ。候補者リストは国全体と全く異なるものにはなり得ない」と主張した。 
2009年3月、リース＝モグが署名したニュースレターが、1ヶ月以上前に新聞に掲載されたカヴァナの記事の一部を盗用していたことが明らかになり、リーズ・モグはザ・サンの当時の政治編集者であるトレヴァー・カヴァナに謝罪することを余儀なくされた。 
2009年12月、地元の有権者と対話し、有権者が政府に「もっと正直さを示せ」（show more honesty）と呼びかけてるパンフレットを作成した。後にその「有権者」がリース＝モグの投資会社の社員であることが明らかになり、批判を浴びた。 
セント・ジョン・アンド・セント・エリザベス・カトリック病院の理事も務めていたが、非カトリック的な倫理規定の採用を巡る長期間の議論の末に、2008年2月にコーマック・マーフィー＝オコーナー枢機卿から辞任を命じられた。

## 議会
リース＝モグは、2010年イギリス総選挙のキャンペーン中、サンデー・タイムズに掲載されたカミラ・ロングによるプロフィールで「デビッド・キャメロン最悪の悪夢」と評された。この選挙でリース＝モグは、2位候補に比べ4,914票差の得票を獲得し、ノースイースト・サマセット選挙区から新国会議員となった。同時に、この選挙には彼の妹でジャーナリストのアンヌンツィアータ・リース＝モグが、隣の選挙区であるソマートン・アンド・フロムから立候補したが、1,817票差で落選した。イアン・ジャックは、ガーディアン紙で、保守党がこのような非常に特権的な2人の候補者を選んだ事によって、社会的包摂という党のメッセージが損なわれたと主張し、特権的な候補者の排除を示唆しているように見えた。
| 議会における所属委員会               | 議会における所属委員会                                           |
| 委員会                               | 就退任日                                                         |
| ------------------------------------ | ---------------------------------------------------------------- |
| 芸術作品諮問委員会                   | - 2010年11月18日 - 2015年3月30日 - 2015年7月1日 - 2015年11月17日 |
| 欧州問題監視委員会                   | - 2010年7月26日 - 2015年3月30日 - 2015年7月15日 - 2017年5月3日   |
| ウェストミンスター宮殿合同委員会     | - 2015年7月16日 - 2017年5月3日                                   |
| 議事手続委員会                       | - 2010年7月26日 - 2015年3月30日                                  |
| 財務特別委員会                       | - 2015年7月8日 - 2017年5月3日                                    |
| 欧州連合との将来の関係に関する委員会 | - 2017年9月11日 - 2019年11月6日                                  |

### キャメロン政権 (2010年–2016年)
2010年、ConservativeHomeブログはリース＝モグを保守党で最も反抗的な議員のひとりと評価した。その後、彼は2011年議会任期固定法、2011年10月の欧州連合国民投票動議、2012年貴族院改革法案で、政府案に反対票を投じた。
庶民院でのリース＝モグは、そのユーモラスな演説と議事妨害の能力で評判になった。 彼は2010-12年の英国夏時間法案と2010-12年の持続的畜産開発法案の議事妨害を行い、これらの法案の議会通過阻止に貢献した。持続的畜産開発法案の審議中に行った長い演説では、詩を朗読し、サマセットの卵の品質が優れている事を語り、シュロップシャー・カウンティ・ショーで3年連続銀賞を受賞した架空の豚「ブランディングズ城の女帝」に言及した後、下水道システムやアジャンクールの戦いについて語った。 また、彼はサマセット郡に、ロンドンから15分遅れの独自の時間帯を導入するため、夏時間法案を冗談で修正しようとした事もある。
2011年12月に行われたロンドン地方自治体法案の審議では、罰金を科す権限を持つ議会職員に山高帽を被らせるべきだと発言している。 2012年2月、彼は議会討論で「floccinaucinihilipilification」（「無価値とみなす習慣」という意味）という言葉を使い、審議の際、庶民院の議場で発せられた最も長い言葉として注目された。

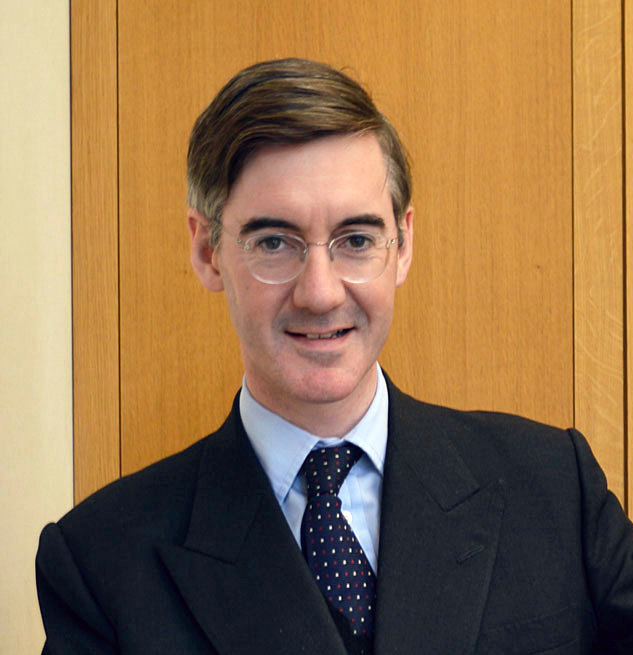
2013年のリース＝モグ

2013年5月、彼は、白人以外のイギリス人の国外追放を掲げる極右団体「トラディショナル・ブリテン・グループ」の年次晩餐会でスピーチを行った。 リース＝モグは、出席前に反ファシズム団体「サーチライト」からグループの性格を知らされていた。 晩餐会の後、彼は報道陣に対し、同グループの主張を知らされてはいたものの、「会員やサポーターになった事はない」と述べた。
2014年1月、彼は議員の肖像画に費やされた25万ポンドという金額について「私は費用を節約する事に賛成で、右も左も中央も節約しますが、これは鶏の餌です」と述べ、些細な事だと切り捨てた。2014年12月、リース＝モグが、タバコ、鉱業、石油・ガスに関する審議の際、自らがこれらの分野における数百万ポンド規模の投資を管理しているサマセット・キャピタルの設立パートナー兼ディレクターである旨を最初に断る事なく発言したとして、独立議会倫理基準委員会に報告されたが、議会基準委員会のキャサリン・ハドソンは、不正行為が行われていないと判断し、調査を行わなかった。デイリー・テレグラフによれば、2014年のリース＝モグの議会外活動は、476時間で、週に9時間を占めていた。

### メイ政権 (2016年–2019年)

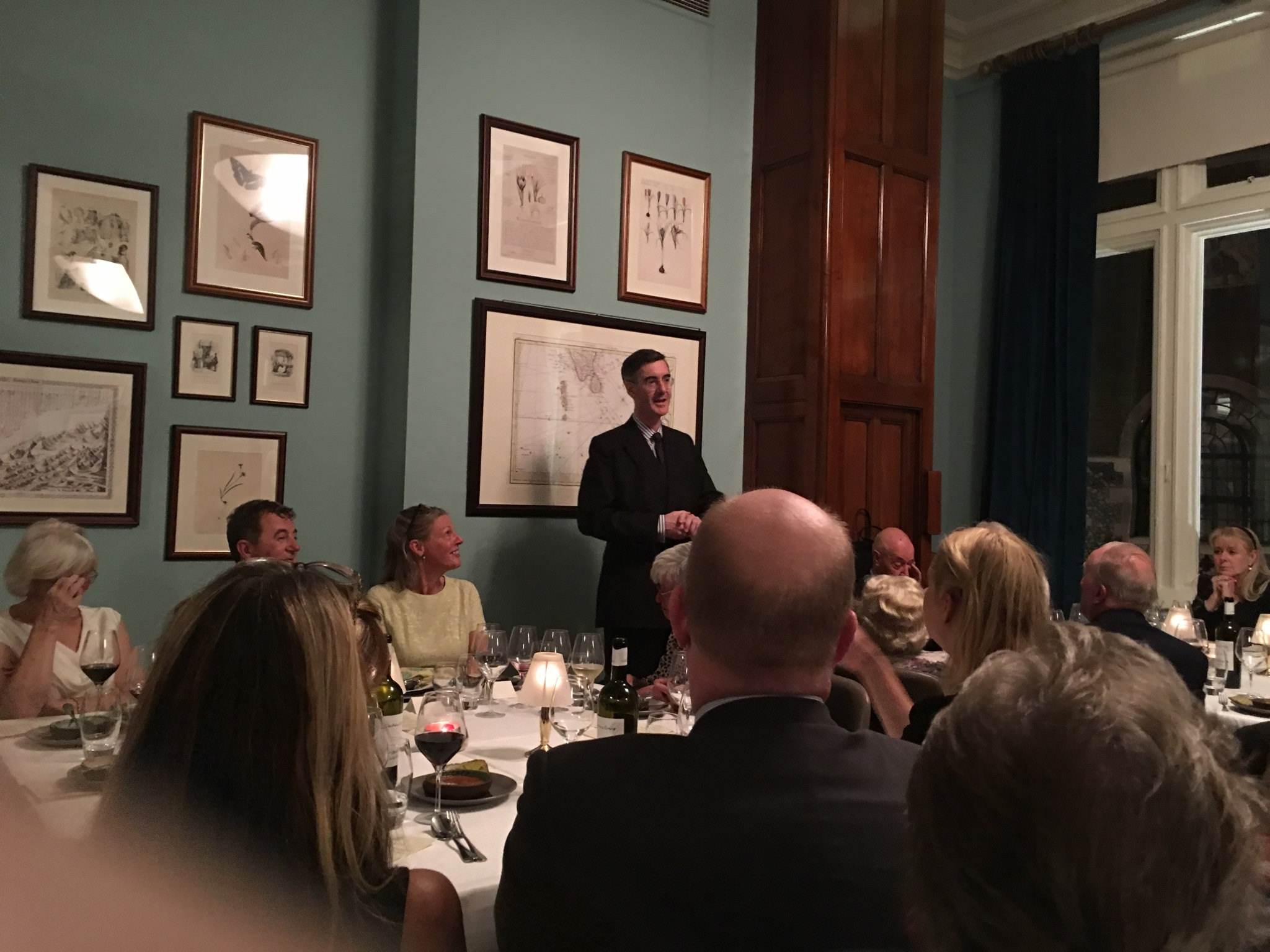
2016年、 ティモシー・アイランド協会の祝賀会で挨拶するリース＝モグ

国民投票の結果を受けてキャメロンが辞意を表明した後、保守党が党首選挙を行った際、リース＝モグは当初ボリス・ジョンソンを支持していた。ジョンソンが出馬を見送った後、リース＝モグはマイケル・ゴーヴを支持し、ゴーヴが脱落した後はアンドレア・レッドサムを支持した。その後、レッドサムは選挙戦から撤退し、テリーザ・メイが保守党党首と首相に就任した。
リース＝モグは2016年アメリカ合衆国大統領選挙の際、共和党のドナルド・トランプ候補を支持していた。 2016年10月、ドナルド・トランプのアクセス・ハリウッド・テープが表面化した際に、Twitterは「根本的にくだらない」と述べて、トランプのTwitter投稿から距離を置いた。 2018年5月、彼はタイムズに「ブレグジット後はトランプが最大の同盟相手になる。」と題した論考を寄稿し、「大都会のエリートに取り残された有権者にアピールし、自国に対する自信と衰退を防ぐという決意を示しており、それはブレグジット支持者をも鼓舞している」と述べている。
2017年11月、リース＝モグは、トランプの元ホワイトハウス首席戦略官でブライトバート・ニュースのスティーブン・バノン執行委員長と面会し、右派の動きがイギリスとアメリカで成功する方法について話し合った。後にリース＝モグはインタビューでこの会合について聞かれた際、「私は、自分と考えを共有していない、あるいは完全に支持していない政治的見解を持つ人々といくらでも話をしてきました... 政治家は必然的に他の政治家と出会うものです。バノン氏はトランプ大統領の首席補佐官であり、共和党の幹部でもあります」と述べた。

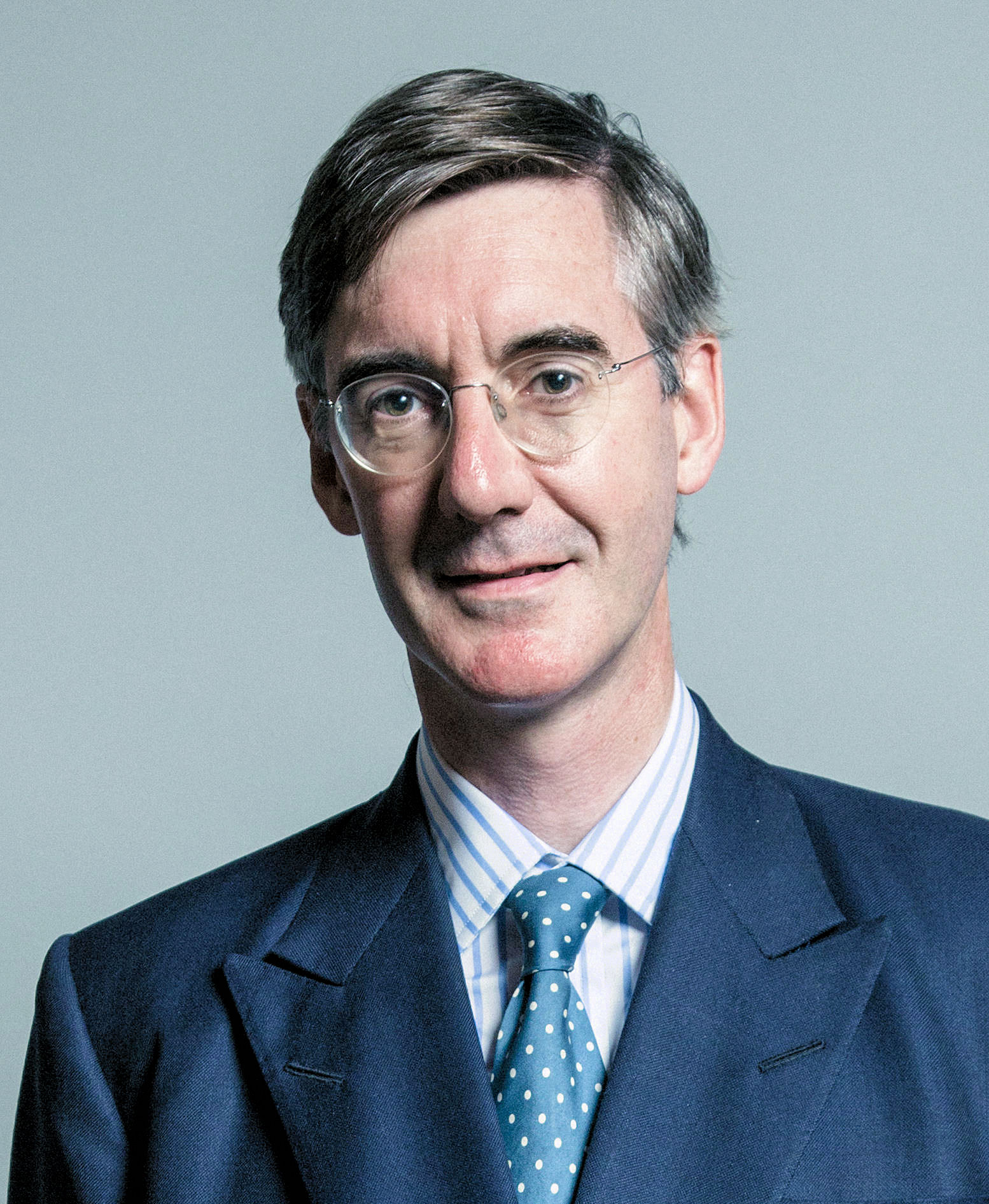
ジェイコブ・リース＝モグ、2017年

2017年、彼は保守党と民主統一党（DUP）の間で結ばれた閣外協力の合意を支持した。 その後、彼はDUPの資金調達イベントで演説を行い、北アイルランド保守党から批判を受けた。
リース＝モグは、次期党首候補になる可能性があると広く見られ、2017年には党首選への出馬を検討していると報じられた。しかし、2017年8月13日、リース＝モグは、そのような憶測は「メディアの愚かな季節の一部」であると述べた。 2人の保守党議員、ハイディ・アレンとアンナ・ソーブリーは、彼が党首になったら、離党すると表明した もう1人の保守党議員であるジャスティン・グリーニングは、自分も同じ事をする可能性を示唆した
。 しかし、ジェシー・ノーマンやダニエル・カチンスキーなどの他の保守党議員は、リース＝モグの立候補を支持する事を表明している。イギリス独立党（UKIP）の元党首であるナイジェル・ファラージもリース＝モグの立候補を支持している。
2017年イギリス総選挙の後、庶民院で過半数を獲得できなかったテリーザ・メイが、首相と保守党党首の辞任を求められた。これを受けて、報道機関はメイの後継者を推測し始め、ボリス・ジョンソンがブックメーカーのお気に入りとされ、リース＝モグには50/1のオッズが与えられていた。選挙翌日の6月9日には、リース＝モグに保守党党首選への出馬を求める「Ready for Rees-Mogg」と題したオンライン署名活動が始まった。 親コービン派の活動家グループ「モメンタム」の成功にあやかる事を期待して、モグメンタム（Moggmentum）という「言葉遊び」のハッシュタグが作られた。このキャンペーンは、2017年7月8日までに13,000以上の署名や2,000ポンドの寄付金を集め、オッズは16/1に引き下げられ、デイヴィッド・マイケル・デイヴィスに次ぐ2番手の人気となった。8月14日、Ready for Rees-Moggの共同設立者であるサム・フロストは、その前日にリース＝モグがこのような憶測は「メディアの愚かな季節の一部」であり、「誰も真剣に」自分が候補者であると考えていないと述べていたにもかかわらず、請願書が22,000人の登録支持者、700人のボランティア、7,000ポンドの寄付金を集めたと発表した。2017年9月5日、ConservativeHomeが実施した世論調査では、1,309人の調査に基づく23%の票を得て、リース＝モグが次期党首の有力候補とされた。
2018年1月、彼は保守党内の欧州懐疑論者の圧力団体である欧州研究会の議長に選出された。インデペンデント紙の報道によれば、この役職の就任は彼に対する約50人の保守党議員の直接的な支持をもたらす事を意味し、党首選出馬に十分な数であるとされた。それ以来、リース＝モグは、メイとフィリップ・ハモンド財相のリーダーシップを直接批判し、党首選に立候補するつもりだという噂をさらに煽ったが、表向きは出馬するつもりはないと繰り返した。2月、リース＝モグが西イングランド大学で行っていた演説は、左翼の抗議者たちが彼を人種差別主義者や偏屈者だと非難したため中断され、抗議者とモグの支持者の間で暴力的な衝突が発生した。
ハード・ブレグジットの支持者（ただし彼は「クリーン・ブレグジット」という言葉を好んでいる）であるリース＝モグは、政府のブレグジット交渉への対応、特にテリーザ・メイの「チェッカーズ・ディール」を強く批判し、「投票もなしにEUに残留しようとしている」と評した。
彼は妥協案としてカナダ・プラス案を支持した。この案は、イギリスが単一市場や関税同盟に留まる事なく、関税なしの貿易を可能にする物であった。
2018年、サンデー・タイムズ紙が、ボリス・ジョンソンの物議を醸したニカブについての発言や、保守党内のイスラム恐怖症疑惑へのメディアの注目を受けて行ったインターネット上の迷惑行為に関する調査の結果、リース＝モグやジョンソンを支持する多数のFacebookグループのメンバー（その中には保守党の評議員や関係者も含まれていた）が、ジョンソンのFacebookページに「広範囲にわたって」イスラム恐怖症や人種差別的な書き込みをしていた事が報じられた。 これに対してリース＝モグは、労働党のルーシー・パウエル議員が提出したソーシャルメディアを規制する議員提出法案を支持すると述べた上で、「この種の見解を持っている人々は、この対処法を取る口実に（ジョンソンの）発言を持ち出す事で安堵すべきではありません。」と付け加えた。リース＝モグは、イスラム恐怖症の非難からジョンソンを擁護、ジョンソンに対する懲戒処分を行った党を批判し、ジョンソンを政治的に弱体化させるための「低俗な権力の乱用」、「見せしめ裁判」、「魔女狩り」と評した。
2018年11月15日、リース＝モグは、首相のブレグジット案を受けて、不信任状を提出する可能性を示唆した。 その日のうちに、彼は保守党のバックベンチャーの議員で構成される1922年委員会委員長のグレアム・ブレイディ卿に同趣旨の書簡を提出し、記者団に「もはや、テリーザ・メイは言う事とやる事が一致していない」と述べた上で、「...これは個人的な野心とは関係ない」と付け加えた。メイが、彼女のブレグジット案に対する批判の広がりを受けて、庶民院での採決を中止すると発表した後、リース＝モグは次のような声明を出した。 「テリーザ・メイがブレグジットに取り組んできたこの2年間は一体何だったのか？もし、首相が庶民院での審議を許可する勇気があるならば、議会は実現不能な取引を完全に拒否するでしょう。これは統治の名に値する物ではなく、ブレグジットを実現できない事によってジェレミー・コービンを政権の座につける結果になる危険性があります。このような状態を続ける訳にはいきません。首相は進退を決めなければならない。」2018年11月、リース＝モグは、ボリス・ジョンソンを保守党の新党首に選出する事を提案した。
リース＝モグは、12月12日に議会保守党が採決し、不成立に終わったテリーザ・メイへの党首不信任案提出の中心人物とみなされた。投票には敗れたものの、翌日もリース＝モグは首相が「明らかに保守党のバックベンチャーの支持を失った」として、メイに党首を辞任するよう求め続けた。リース＝モグは、この件における彼の役割について、トバイアス・エルウッドから、「破壊的」「分裂的」「利己的」と批判された。 12月18日、リース＝モグは、「トーリー党では、首相の勝利が、来年の信任となる決まりです。だから私は彼女を全面的に支持します。私は先週の投票で敗れました。」と述べた。その後、彼は、2019年1月16日に労働党提出の不信任案に反対票を投じ、その日の内にポリティックス・ライブで首相を支持すると述べた。
2019年2月22日、リース＝モグは、ベスナル・グリーン・トリオのひとりであるシャミマ・ベグムが、バングラデシュの市民権を所持していたため、彼女のイギリス市民権を取り消すというサジド・ジャヴィド内務大臣の決定に反対すると発言した。金曜夜のLBCの番組で、彼は、「イギリス国民は、基本的に平等であり、もし（彼の）パスポートを取り上げられないなら、他の誰からも取り上げる事はできないはずです。」「本質的に我々の問題である案件を、なぜバングラデシュ人が拾い上げなければならないのでしょう。我々は隣人の庭にゴミを置こうとしています。」と主張した。

### ジョンソン政権 (2019年–2022年)

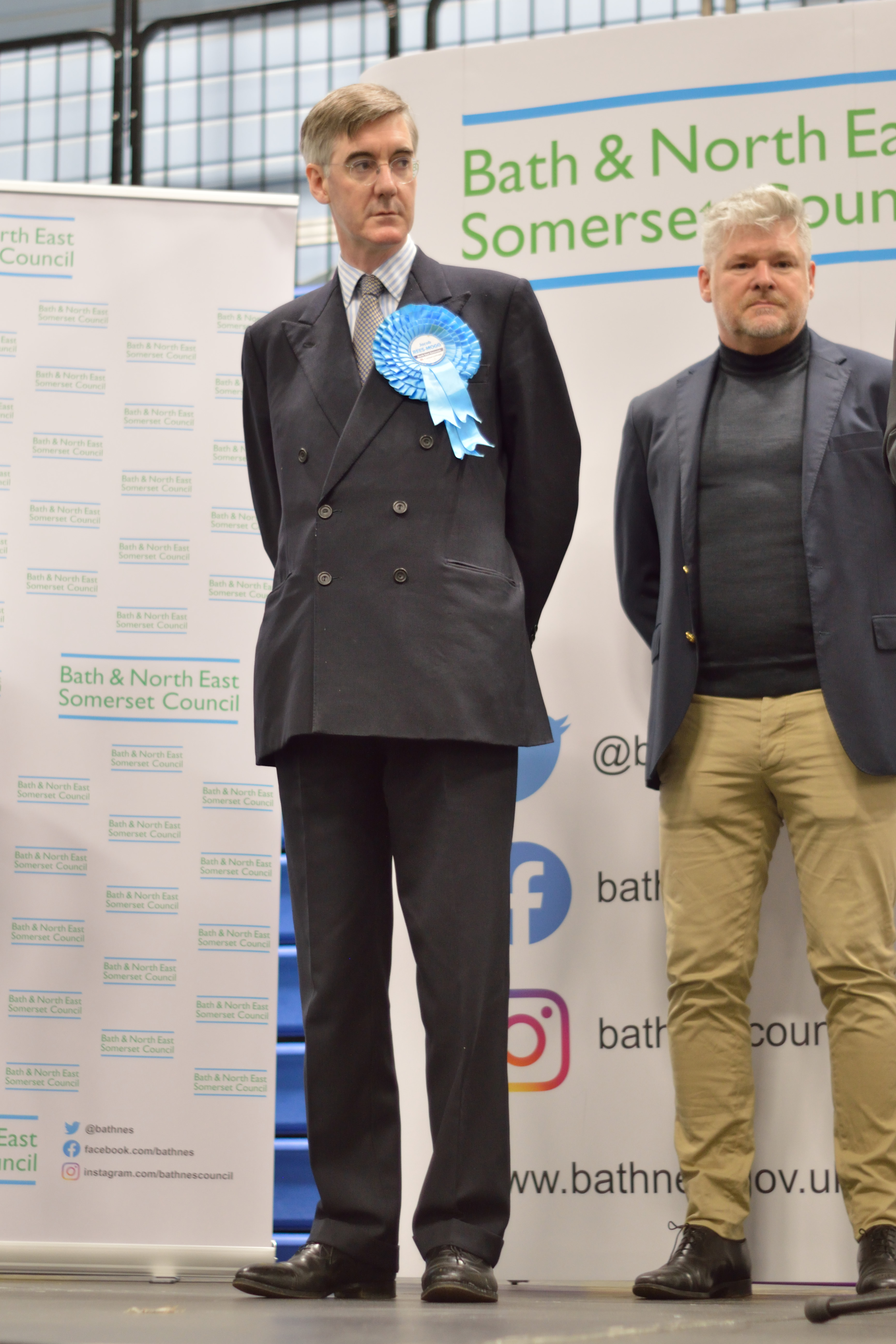
2019年イギリス総選挙のノース・イースト・サマセット選挙区における当選人の告示で、独立系候補のショーン・ヒューズと並んだリース＝モグ

リース＝モグは、テリーザ・メイの辞意表明後、ボリス・ジョンソンの保守党党首就任を支援した。2019年7月23日にジョンソンが党首に選出され、翌日に首相に就任した事を受けて、リース＝モグはメル・ストライドに代わって庶民院院内総務に就任した。また、彼はジョンソン政権で枢密院議長になり、閣議に出席するようになった。リース＝モグが政府の役職に就くのも、イギリスの内閣入りするのも、いずれも初めての事である。
2019年9月、リース＝モグは政府のオペレーション・イエローハンマーレポート作成に関与した神経学者のデイヴィッド・ニコルを反ワクチン主義者のアンドリュー・ウェイクフィールドと比較した後に謝罪した。リース＝モグは、新型コロナワクチンを支持しており、反ワクチン主義者を「変わり者」と呼んでいる。
2019年イギリス総選挙中、リース＝モグはLBCのニック・フェラーリとのインタビューの中で、グレンフェル・タワー火災の際、住民はロンドン消防隊の指示を無視して逃げる事が「常識」であったと発言し、批判された。発言の数時間後、リース＝モグは自らの発言について「深く陳謝する」と述べた。 その後、リース＝モグは、（最終的に保守党が勝利するまでの）選挙戦の残りの期間中、メディアへの登場回数を減らし、メディアでは、フェラーリのインタビューにより党がダメージを受ける事を恐れた結果、露出を控えるようダウニング街から命じられたのではないかという憶測を呼んだ。選挙戦の後半、フェラーリは、ボリス・ジョンソンとのインタビューの中で、「モギーはどこだ？ [...] どこにもいないじゃないか」と尋ねた。ジョンソンは、リース＝モグが各地で活発に選挙キャンペーンを行っていると答えた。
2020年、ユニセフが70年の歴史の中で初めて、クリスマス前にロンドンの貧困地域の子どもたちに食料小包を提供することを発表したが、リース＝モグはこれをユニセフの政治的な演出だと非難し、ユニセフが「世界で最も貧しい国、最も恵まれない国、人々が飢えている国、内戦が起きている国の人々の世話をすべき時に、政治的な行為をしている」と述べた。リース＝モグは労働党のニール・コイル議員から「スクルージ」（ディケンズの小説『クリスマス・キャロル』の主人公）の烙印を押された。 リース＝モグはコメントの中で、慈善団体は「イングランドではびこっている」「ユニセフは自らを恥じるべきだ」と述べた。
2021年、リース＝モグは、ラテン語ミサに参加するため、第3階層のウェスト・ハープツリーにある自宅から第4階層のグラストンベリーにある教会までの15マイルを移動し、政府の新型コロナウイルス規制を破った。政府の方針では、第4階層での礼拝は可能だが、階層間の移動は許可されていなかった。リース＝モグのスポークスマンは、彼が「クリフトン教区で唯一行われている昔からの形のミサに定期的に出席しており、それによって彼の宗教的義務を果たしている」と述べた。2021年12月、リース＝モグは、保守党所属の庶民院議員が、マスクを着用しなければならないとの批判を却下した。彼は、彼らがお互いに顔見知りであり、彼らは政府による新型コロナウイルス対策の指針に沿って行動している事を意味すると述べた。
リース＝モグは、ウェールズ語を「外国語」と呼んだ事によって非難された。2021年の庶民院における審議中、ウェストミンスターにおけるプライド・カムリの頭領であるリズ・サヴィル・ロバーツ議員が、ウェールズ語とアイルランド語で「聖パトリックの祝日おめでとうございます」と呼びかけた所、リース＝モグは、「外国語を控えめに引用する事は許容されます」、しかし、演説全体で用いる事は許容できないと応えた。後にサヴィル・ロバーツは、ウェールズ語は外国語ではなく、イギリスにおいて、英語より数世紀も早くから話されている言語である事を指摘した。
2021年10月、リース＝モグは、「トラック運転手の不足は、ヨーロッパ大陸の労働運動とは無関係です。2021年時点のトラック運転手の89パーセントがイギリス出身者で、2016年時点と全く同じ数値です」としてイギリスにおける人手不足の要因として、イギリスのEU離脱よりも新型コロナによる混乱の影響であると述べた。2022年1月、リース＝モグは、次の新型コロナに関する調査では、新型コロナをめぐる規制が妥当だったか、厳し過ぎたかについて調査されなければならないと提唱した。
2022年2月、ジョンソンから欧州連合離脱担当相に任命された。新設の政府効率化担当相も兼務する。
2022年4月、彼は公務員に対し、在宅ワークから彼らのオフィスでの勤務に戻る事を呼びかけた。彼は、出勤率の低さや非効率性に懸念を示した。彼は、公務員の空き机に「私は、できるだけ早くオフィスでお会いする事を楽しみにしています。」というメモを置いた事で、公務員のための労働組合であるFDAのデイブ・ペンマン書記長から「下品で人の気持ちを考えず侮辱的で、公務員の自主権を傷つけている」と批判された。
2022年7月、リース＝モグは、2022年イギリス政府危機を受け、「ボリス支持」候補として、事実上の首相選挙でもある保守党党首選挙への出馬を検討した。その後、彼は、選挙でリズ・トラス候補を支援した。

### その後
2022年9月6日、リース＝モグは、リズ・トラス首相によってビジネス・エネルギー・産業戦略大臣に任命された。環境保護団体は、彼の気候変動に対する見解やイギリスのカーボンニュートラルへの監視を理由として、彼の指名に疑問を呈した。トラス政権は45日間の短命政権に終わっている。
2024年7月4日に執行された総選挙で保守党は議席数が解散前の約3分の1に減る大惨敗を喫し、リース＝モグも、ノースイースト・サマセットおよびハナム選挙区で労働党の新人に約5300票差で敗れ落選した。

## 政策・主張

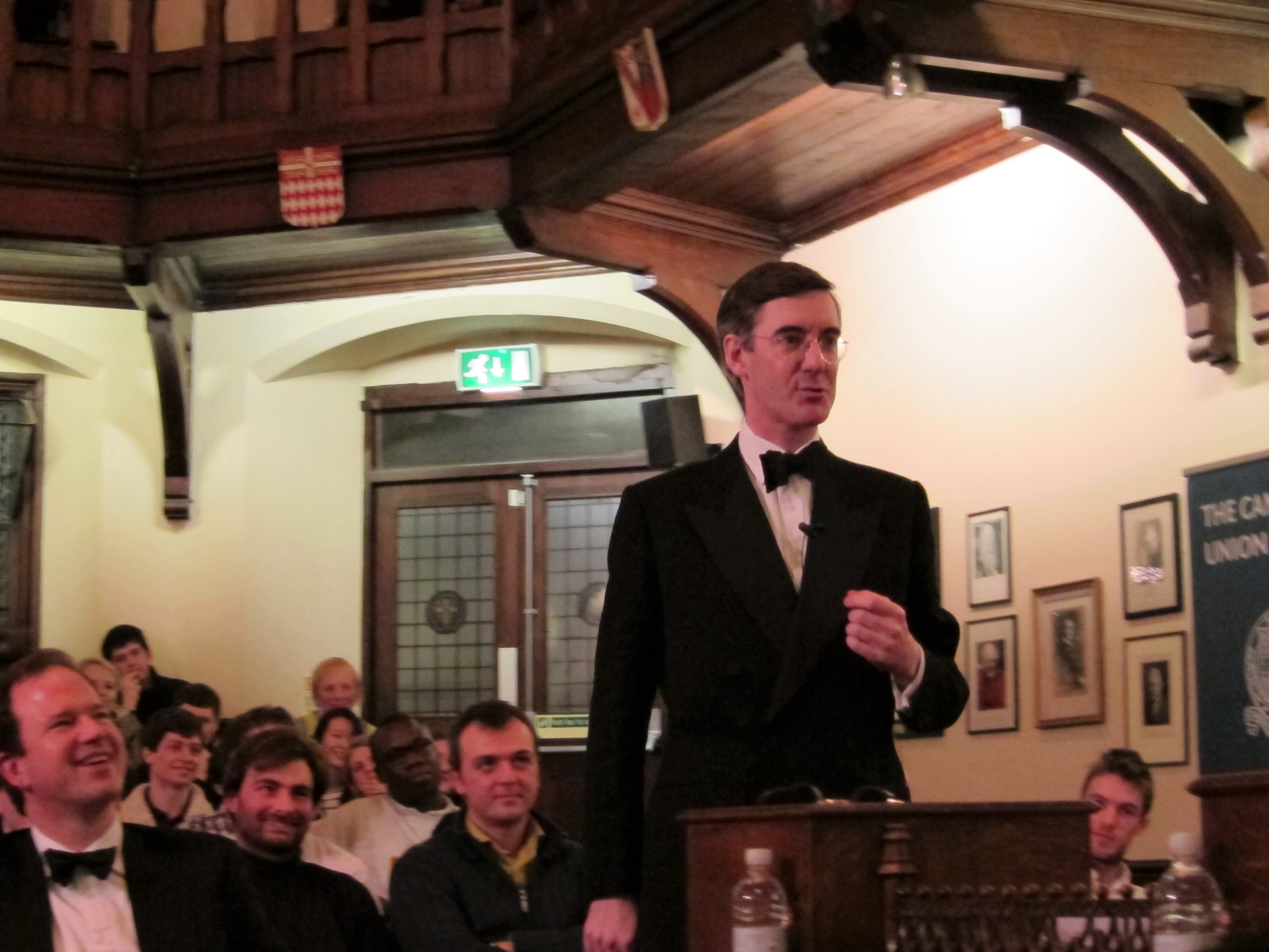
ケンブリッジ・ユニオンで討論するリース＝モグ、2012年

リース＝モグの政治見解は、ハイ・トーリー、反動的、伝統主義者、ナショナリスト、社会保守主義者、そして、右派ポピュリストと表現されてきたが、彼は「ポピュリストの政策ではなく、人気のある政策」を支持するとしてその表現に嫌悪感を示している。
リース＝モグは忠実な君主主義者であり、コーナーストーン・グループのメンバーでもある。

### 欧州懐疑論
リース＝モグの欧州連合加盟の是非を問う国民投票に関する見解は、時間の経過とともに変化している。2011年、リース＝モグは、当時提案されていた欧州連合加盟の是非を問う国民投票に言及し、2度の国民投票を実施する事を提案した。「確かに、2度の国民投票を行う事は可能です。再交渉が完了した後に、2度目の国民投票を行う方が理にかなっているかも知れません」2012年5月、政策研究センターで行った講演で、さまざまな問題に対する幅広い政策的立場を示した中で、欧州連合について「私は離脱を支持しているのではなく、代わりに再度の抜本的な条件交渉を望んでいます」と述べた。
欧州懐疑主義者のリース＝モグは、2013年5月にデイリー・テレグラフに寄稿し、イギリス独立党（UKIP）に「大きく開かれた包括的な申し出」をする時が来たのではないかと問いかけた。彼は、「多くの問題」で政策が類似していて、保守党員のほとんどが副首相としてニック・クレッグよりもナイジェル・ファラージを望んでおり、協力関係を結ぶ事は簡単であると述べた。 彼の発言は保守党指導部を激怒させ、一方でUKIPも正式な取り決めに反対すると応じた。ファラージがUKIPを脱退した直後の2019年1月、リース＝モグはファラージが保守党に復党することへの支持を表明し、「個人的にはナイジェルを高く評価しており、彼はブレグジットの実現に貢献した人物のひとりだと思います。」と述べた。
欧州連合への声高な批判者であるリース＝モグは、イギリスの欧州連合離脱運動の中心人物であり、このトピックについて議論するため多くのインタビューに登場した。オックスフォード・ユニオンで講演した際には、欧州のための憲法を制定する条約を各国が拒否し、後にリスボン条約によって修正・批准された事を引き合いに出して、欧州連合はイギリスの民主主義と議会の主権に対する脅威であると述べている。 後に彼は、民主統一党（DUP）がイギリス政府とEUの間の合意を粉砕する事によってブレグジットを「救った」と評価した。 ドイツのための選択肢（AfD）の幹部と会談した後、彼は「イギリスの欧州懐疑主義がブランデーとするなら、ドイツの欧州懐疑主義はさしずめミルクです。」と述べ、同党の欧州懐疑主義が不十分な物だと批判した。
2019年4月、リース＝モグはドイツのための選択肢（AfD）の指導部の一員であるアリス・ヴァイデルの演説動画をツイートし、ネット上で批判を浴びた。トッテナム選出の労働党議員であるデイビッド・ラミーは、リース＝モグが「ドイツのあからさまな人種差別政党であるAfDを宣伝している。」と述べた。その後、リース＝モグは、「私はAfDを支持している訳ではありませんが、これは、ドイツ連邦議会で行われた、ブレグジットに対するドイツの反応を示す本当に重要な演説です」と述べた。彼はLBCラジオでラミーに「またしても、ラミー氏の言葉足らずの評判が上書きされた」と答えた。
ユニヴァーシティ・カレッジ・ロンドン（UCL）の現代ユダヤ史教授であるマイケル・バーコウィッツは、リース＝モグが「合意なき離脱」に関する議会の審議で自分の討論相手（具体的にはオリバー・レットウィンとジョン・バーコウ、双方ともにユダヤ人）を「権力を自分の物にしようとしているイルミナティ」の一部を構成していると難じた際、反ユダヤ主義的な表現をとったと非難した。2019年10月、リース＝モグは、ジョージ・ソロスがEU残留運動の「資金提供の最高責任者」とされている事を示唆した際、デイビッド・ラミーから批判を受けた。

### 教育政策
公立学校をアカデミーに回帰させる保守党の政策に対し、リース＝モグはアカデミーを基本とした教育を支持しており、地方教育局から学校に自由な決定権を与え、官僚主義の減少につながると考えている。2005年の総選挙時の保守党の候補者リストを擁護して、一般的にイギリスで最も権威のある大学と考えられているオックスフォード大学やケンブリッジ大学で学んだ候補者を選考から外すのは愚かな事だと述べ、「鉢植えの植物」では国の運営はうまくいかないだろうと語った。この発言は、オックスブリッジやパブリックスクールで学ばなかった者への差別と解釈され、多くのイギリスメディアは、彼をエリート主義のスノッブであると非難した。
2018年2月、ブリストルで左翼の抗議者が学生イベントを妨害した際、リース＝モグが大学のキャンパスで衝突に巻き込まれた事から、警察が捜査を開始した。この組織化されていない妨害行為は党派を超えた非難を受け、自由民主党の党首だったジョー・スウィンソンは「暴力に深く悩まされている」とツイートし、労働党のアンジェラ・レイナー議員もリース＝モグを攻撃しようとした人々の「行動を強く非難する」とツイートし、その戦術を「威圧的」だと述べた。

### 気候と環境変動
リース＝モグは、自身の環境と気候変動に関する見解を多くの公的文書、記事、インタビューで示しており、その中で、環境目標は「環境保護そのものが自己目的になる」ではなく、経済的な目的のために果たすべきだと述べ、経済成長の文脈で自身の見解を語っている。彼は、気候変動を緩和させる必要性に懐疑的であり、気候変動に適応する事を主張し、カーボンニュートラルの目標を掲げる事により、エネルギー価格の上昇を招くと考えている。
2012年、リース＝モグは気候科学に疑問を投げかけ、気候モデルは正確ではなく、コントロールされた実験によって予測を証明する事はできないと述べ、さらに二酸化炭素の排出の影響については「多くの議論がなされている」と付け加えた。フィオナ・ハーヴェイによれば、リース＝モグは、「気候学に関する誤った理解にもとづく、地球温暖化懐疑論を何度も唱えた」、また、彼が、気候変動に関する政府間パネルを何度も批判していた事について強調した。2012年、彼は、地球温暖化に懐疑的な地球温暖化政策財団の見解を「魅力的」と表現している。
リース＝モグは再生可能エネルギーを敵視しており、陸上風力発電への補助金の撤回と計画ルールの変更をデイビッド・キャメロンの政府に迫る書簡を提出して成功をおさめた100人の議員のひとりである。リース＝モグは、サマセット・キャピタル・マネジメントを介して、石油・石炭の採掘に投資しており、経済的な利益を得ている。
2013年、リース＝モグは、「無用な環境悪化の警告」によってエネルギー価格の上昇を招く結果になったと批判した上で、安価なエネルギーこそ新興国に対抗する鍵であるとして、化石燃料の使用継続を唱えた。
2017年、リース＝モグは、次のように述べて環境規制に反対を表明している。「私たちは次のようにいえます。もし、インドで通用する事なら、ここでも通用すると言えるでしょう。 それを止める物は何もなく、私たちは長い道のりを歩むでしょう... 中国から危険なおもちゃが入ってくる事を許せないという感情に、私も連帯します。私たちはそのようなリスクを見たくありません。しかし、私たちは非常に長い道のりを歩む事になるのです。」
2021年10月、リース＝モグは、イギリスには気候変動問題に対処するための時間が、十分にあるとし、イギリスが、カーボンニュートラルの目標を達成するのは30年後の事だと述べた。彼は、20年間で太陽エネルギー関連の部品が値下がりし、再生可能エネルギーがもっと手頃になったと述べた。2022年、リース＝モグは、「私たちは、北海油田から、最後の立方インチに至るまで、すべてのガスを採掘する必要があります。私たちは明日、脱炭素社会になる訳ではありません。はるか将来の2050年です。」と述べた。

### 経済と労働政策
リース＝モグは、主として自由市場経済の考えを支持する一方で、経済的自由主義者のロバート・ピールと保護主義者のベンジャミン・ディズレーリの双方から影響を受け、国家の介入の役割を支持している。彼は、人々の生活を向上させるために「政府が持つ力をいくばくか行使する」事が必要だと考えている。
2013年、リース＝モグはオンコールワーカー制度への支持を表明し、それによって雇用に柔軟性が生まれ、学生を含む労働者に利益をもたらし、より永続的な雇用への道筋が提供できると主張した。彼は、オンコールワーカー制度が搾取的であるという、ヴィンス・ケーブルらによる批判を「左派の標準的な反応」として否定した。2017年9月、リース＝モグはフードバンクが重要な機能を果たしている事を示唆し、「人々が自発的に同胞を支援するために慈善を行う事により、むしろ高揚感をもたらし、私たちがいかに善良で思いやりのある国であるかを示す物だと思います。」と主張した。続けて、彼は「数が増加した本当の理由は、労働党が故意に彼らに告げなかったが、人々は支援が必要な同胞が存在する事を知っていたからです。」と主張した。同じインタビューの中で、リース＝モグは人々が「人生は厳しいと感じている」事を認めたが、貧困から抜け出す最善の方法は雇用を通じてであると示唆した。

### 対外関係
リース＝モグはシリア内戦へのイギリスの関与について複雑な態度を示しており、シリアの反政府勢力を武装させる提案を非難したが、2013年には失敗に終わる事になる、バッシャール・アル＝アサド政権に対するイギリスの軍事行動の提案に賛成した。2015年10月、彼は「アサドを弱体化させようとする努力の結果、テロリズムと人々の大移動が増えた」と主張している。
彼は、2014年のイラク、2015年のシリアにおけるISILに対するイギリスの軍事行動に賛成票を投じた。
彼は海外援助を「実に無駄な政府支出」と評し、イギリスの海外援助予算の削減を訴えるデイリー・エクスプレス紙のキャンペーンを支持した。

### 出入国管理
以前、リース＝モグは、移民を減らす目的で、より厳しい亡命制度や統制された移民政策の導入に賛成していた。ナイジェル・ファラージによれば、リース＝モグは、ヨーロッパに入るシリア難民の行列の画像に「限界点」という言葉を重ねたポスターによって、国民投票を「離脱派が制する」結果になったと考えているという。 リース＝モグは、人々のイギリスへの自由な移動の廃止を支持している。彼はイギリスに居住するイギリス人以外の欧州連合の市民が「イギリス市民とほぼ同じ権利（優遇も冷遇もされない）」で保護され、付与された権利が遡って取り消されない事を望んでいる。
2018年5月、リース＝モグは、移民の受け入れ数を年間10万人に減らすというメイの目標を「空気から抜き取られた数字」「跳ね橋を引き上げている」という表現で低すぎると批判し、学生ビザを公式の移民数から除外する事に「大賛成です」と述べた。

### 社会問題
リース＝モグは、同性結婚に反対の立場をとっており、同性婚が合法である事を「誇りに思わない」と述べ、同性婚の合法化によって保守党の伝統的な支持層が遠ざかる結果になったと評している。 2013年、リース＝モグは同性婚の問題について、「（保守党の）院内総務のオフィスからではなく、ローマ・カトリック教会のヒエラルキーから登院命令書を受けました。」と述べた。 後に、彼は「結婚は秘跡であり、何が秘跡であるかの決定権は議会ではなく教会にあります。」と自身の見解を述べた。
リース＝モグは、「生命は受胎した時点から始まります。同性婚は人々が自分自身のために行う行為です。一方、妊娠中絶は、人々が胎児に対して行う行為です。」と述べ、あらゆる状況下での人工妊娠中絶に反対している。2017年9月、彼は、オンラインの小売業者が緊急避妊薬の価格を引き下げた事を聞き「深い悲しみ」を表明した。 このような立場であるにもかかわらず、リース＝モグは、同性婚や妊娠中絶に関するイギリスの法律が、今後変わることはないだろうと述べている。
2017年10月、リース＝モグがパートナーを務めていたサマセット・キャピタル・マネージメント社が、胃潰瘍の治療目的で開発されたものの、インドネシアで違法な妊娠中絶に広く使われているミソプロストール錠剤を製造・販売しているカルベ・ファルマ社に500万ポンドを投資していた事が報じられた。リース＝モグは「インドネシアの法律に従った合法的な投資であり、偽善ではありません。インドネシアの法律はバチカンを満足させる物です。」と弁明して、問題の企業の投資を擁護した。 その数日後、同じ会社が、インドで合法的な中絶の一部に用いられる薬を販売するFDCの株式も保有していた事が報じられた。その後、サマセット・キャピタル・マネジメントは、保有していたFDCの株式を売却した。リース＝モグは、「既に銘柄を手放した事を喜んでいます。私は、道義的に誤っていると思う企業への投資を擁護しようとは思いません。」と述べている。
リース＝モグは死刑に強く反対しており、国外で活動するイギリスのジハード主義者に対する適正な手続きを支持している。

## メディア
1999年、リース＝モグは「ザ・11・オクロックショー」に出演して、サシャ・バロン・コーエン演じるアリ・Gのインタビューを受けた。アリ・Gは彼を「リース＝モグ卿」と呼び、社会階級について語ろうとした。
2017年10月、リース＝モグはトークラジオ局であるLBCの朝の番組に1日だけ出演し、自由民主党党首のヴィンス・ケーブルを含む電話をかけてきた人々と、ブレグジット、外交政策、コンジェスチョン・チャージについて議論した。リース＝モグはその魅力とユーモアのセンスを称賛され、 2018年2月にはLBCの日曜番組のプレゼンターに復帰した。
リース＝モグは「The MoggCast」という専用のポッドキャストを所持しており、ConservativeHomeと提携して、2週間に1度のペースで様々な時事問題について議論している。
2017年7月15日、彼はTwitterに参加し、ラテン語で「Tempora mutantur, et nos mutamur in illis. 」(時代は変わり、我々もそれに合わせて変わる。）と書き込んだ。 また、彼はInstagramも利用しており、ソーシャルメディアの活用に熱心である。
2019年9月、リース＝モグは、ブレグジットに関する審議の際、庶民院の議場ベンチに寝そべった事で、同僚議員からの批判の対象となった。その後、リース＝モグは、2019年総選挙の期間中、露出を控えた。

## パブリックイメージ
2018年のイブニング・スタンダードの記事によれば、リース＝モグは、過去のいくつかの「より過激な発言」によって論争を巻き起こしている。 2017年、コメンテーターのスザンヌ・ムーアは、リース＝モグをボリス・ジョンソン、ナイジェル・ファラージ、ドナルド・トランプと比較して、彼らに共通する側面について、次のように指摘した。「彼は多くの人々が現代の政治家に求める3つの側面を具現している。すなわち、見せかけの信頼性、既存のリベラルな常識を切り崩す能力、そして、巨大な特権が臆面もなく誇示される事である。」ムーアは、彼が「自らのひどい偏見の言い訳」として「宗教的な信仰」を持ち出しているという見解を示していた。リース＝モグが、トラディショナル・ブリテン・グループのように反動的で民族主義的な運動と関係している事から、ムーアは彼を「徹底的に現代的な偏屈者」と呼び、彼の政治的見解を「ファシズムに近く......古典の知識とツイードで上辺を飾っている。」と評した。リース＝モグは様々な場面で、自らを「国民の男」と表現したり、ある時は「国民の男は、ひどく見下した表現」と述べて、その表現を否定したりしている。

## 私生活
リース＝モグは、セント・パンクラス区長を務めていたトーマス・リチャード・モリスの孫にあたり、オリンピック選手のロレンス・クラークそして、同じ保守党所属のテオ・クラーク議員の義理のおじでもある。
2006年、リース＝モグは、サマセット・デ・チェアとその4度目の妻であるジュリエット・タッジェル夫人との間に生まれたひとりっ子で、業界誌のライターであるヘレナ・アン・ベアトリクス・ウェントワース・フィッツウィリアム・デ・チェアと婚約した。リース＝モグは、妹の親友であったデ・チェアと子供の頃からの知り合いで、婚約の前年にリース＝モグは、ジュリエット夫人からの賛同を機に交際をはじめた。2007年、夫妻はケント州のカンタベリー大聖堂で、第2バチカン公会議後に制定されたラテン語による新しいミサにのっとって結婚式をあげた。
2010年、夫妻は、第2*級イギリス指定建造物であるウェスト・ハープツリーのグルネイ・コートを購入し、6人の子供たちと暮らしている。この家はかつて赤十字病院として使われており、第一次世界大戦中にリース＝モグの大叔母が、ここで看護師や寮母のボランティア活動をしていた縁がある。

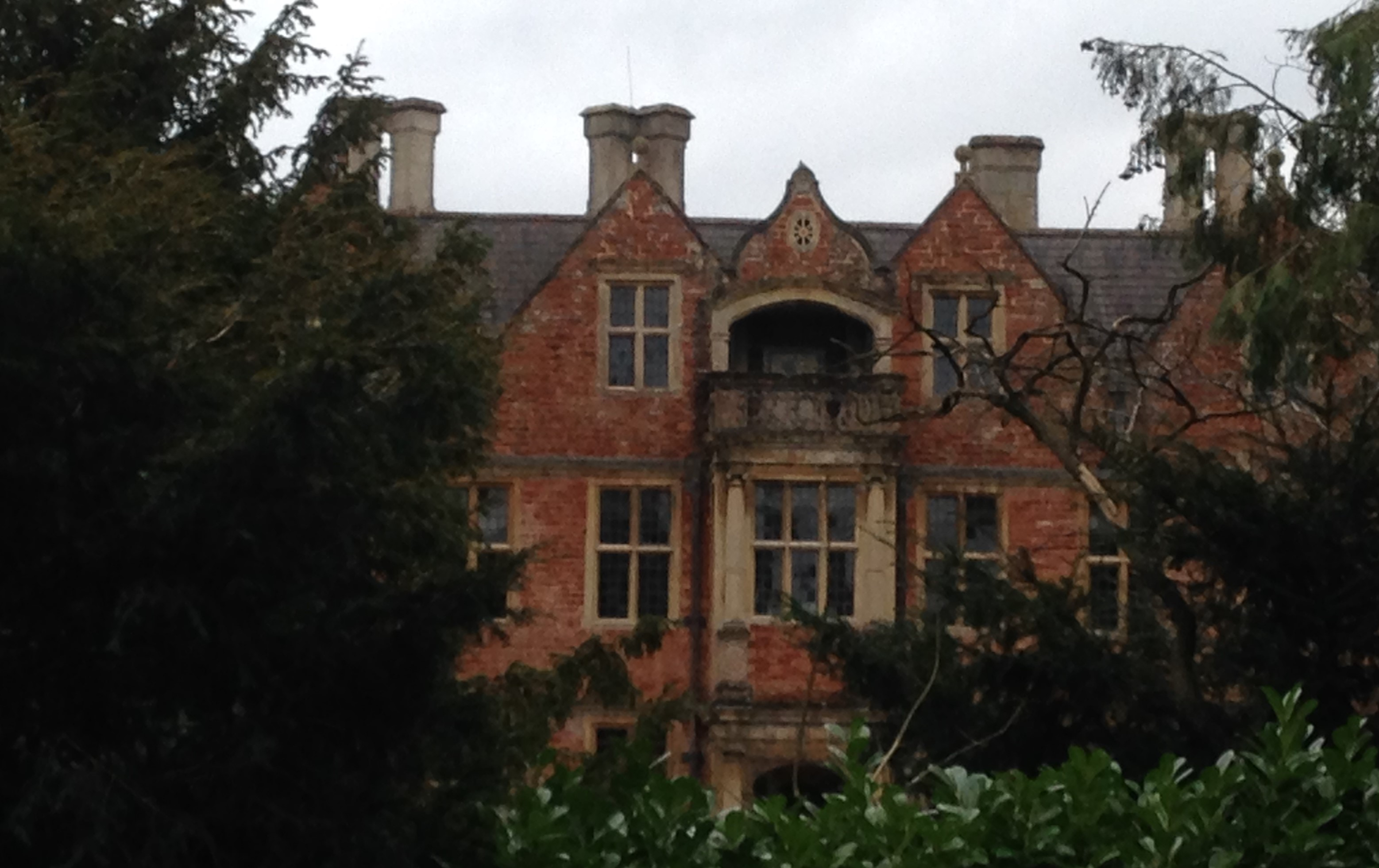
2010年からリース＝モグが住んでいるグルネイ・コート

2017年7月、リース＝モグは、「これまで私は、現代人のふりをした事など一度もありません。」「乳母は、私がきちんとできないと思っているだろうから、きっと認めないと思います。」と言って、おむつを替えた事がないと述べた。1965年から一家に仕え、リース＝モグ自身の乳母を4歳から務めていたヴェロニカ・クルックは、現在、彼の6人の子供たちの乳母を務めている。 2017年9月、労働党のハリエット・ハーマン議員は、「おむつを替えない父親は父親としての役割を果たしておらず、ジェイコブ・リース＝モグもその中に含まれます。」と主張した。
クラシックカー愛好家の超党派議員連盟の一員であるリース＝モグは、歴史的な車に興味を抱いている。23歳の時、クリケット選手のガビー・アレンが所有していた1968年型のベントレー・Tシリーズを購入した。 2005年には、1936年型のベントレー・3½リットルを、普段使いのレクサスを含む彼の自動車コレクションに加えた。 リース＝モグはクリケットの愛好家でもあり、少年時代からサマセット・カウンティ・クリケット・クラブを応援している。
2018年5月には、彼は、ウェストミンスター寺院の裏手にあるカウリー・ストリートの物件を500万ポンドで購入した。

## 称号と紋章
1988年、彼は父親の叙爵によって、オナラブルの儀礼称号を付与された。2019年7月25日、枢密院における宣誓によって、ザ・ライト・オナラブルの儀礼称号を獲得した。